# لويس روجاس (لاعب كرة قدم)
لويس روجاس (بالإسبانية: Luis Rojas Zamora) هو لاعب كرة قدم تشيلي في مركز الوسط، ولد في 2002 في سانتياغو في تشيلي. لعب مع نادي أونيفرسيداد دي تشيلي.

## وصلات خارجية
- لويس روجاس (لاعب كرة قدم) على موقع قاعدة بيانات كرة القدم.إي يو (الإنجليزية)
- لويس روجاس (لاعب كرة قدم) على موقع Soccerway.com (الإنجليزية)